# Серра-д'Аєлло
Серра-д'Аєлло (італ. Serra d'Aiello, сиц. Serra d'Ajiellu) — муніципалітет в Італії, у регіоні Калабрія, провінція Козенца.
Серра-д'Аєлло розташована на відстані близько 440 км на південний схід від Риму, 50 км на північний захід від Катандзаро, 27 км на південний захід від Козенци.
Населення — 466 осіб (2014).
Щорічний фестиваль відбувається 11 листопада. Покровитель — Мартин Турський (San Martino Vescovo).

## Демографія
Населення за роками:

Станом на 1 січня 2023 року в муніципалітеті офіційно проживало 67 іноземців з 18 країн, серед них 1 громадянин країн Євросоюзу.

## Сусідні муніципалітети
- Аєлло-Калабро
- Амантеа
- Клето
- Сан-П'єтро-ін-Амантеа